# Raïon d'Alikovo
Le raïon d'Alikovo (en russe : Аликовский район, en tchouvache : Элĕк районĕ), ou raïon Alikovski, est l'un des 21 raïons de la république de Tchouvachie, en Russie.

## Description
Le raion est divisé en douze selsovec (conseils ruraux) et son centre administratif est Alikovo.

## Population
| Année      | 1993   | 1997   | 2001   | 2002   | 2005   | 2009   | 2010   |
| ---------- | ------ | ------ | ------ | ------ | ------ | ------ | ------ |
| Population | 23 200 | 22 500 | 21 900 | 21 745 | 20 600 | 19 234 | 18 282 |